# Catalina Estrada Carvajal
Catalina Estrada Carvajal (Cantón de San Carlos, 11 de octubre de 1998) es una futbolista profesional costarricense que juega como delantera en el club Saprissa de la Primera División Femenina y en la selección nacional de Costa Rica.

## Primeros años de vida
Catalina Estrada Carvajal nació el 11 de octubre de 1998 en San Carlos, y es la sexta de catorce hermanos. Mientras crecían, todos jugaban al fútbol; Estrada jugó con dos de ellos en un equipo masculino, todos como delanteros. Se fue a vivir con una de sus hermanas, quien la apoyó al principio de su carrera, cuando era una adolescente.

## Carrera en clubes
Después de jugar para un equipo masculino local en Aguas Zarcas, San Carlos, durante ocho años, Estrada se mudó a San José para unirse al club Saprissa de la Primera División Femenina. Es conocida por su tranquilidad en el campo, sin ser una jugadora vocal ni expresiva.
A partir de 2021, también trabaja como entrenadora en un gimnasio de entrenamiento de fuerza y estudia nutrición.

## Carrera internacional
En 2018, Estrada jugó para la selección sub-20 de Costa Rica y anotó su único gol en la derrota por 1-3 en su debut juvenil. A principios de 2021, fue una de las 28 jugadoras jóvenes llamadas al entrenamiento de desarrollo con el equipo de mayores. Se mostró complacida por la inclusión de tantas jugadoras, al tiempo que expresó que quería ser una de las que se quedara e irrumpiera en la selección nacional para las eliminatorias mundialistas de fin de año. A pesar de tener que trabajar en otros trabajos y decir que el equipo no era del todo profesional, Estrada dijo que había mejorado mucho entre 2019 y 2021, cuando hizo su debut en mayores. Fue incluida en la plantilla de Costa Rica para la Copa Mundial Femenina de Fútbol de 2023.